# Helen Dukas
Helene Dukas (Friburgo in Brisgovia, 17 ottobre 1896 – Princeton, 10 febbraio 1982) è stata una biografa tedesca naturalizzata statunitense. È stata la segretaria di Albert Einstein. Di famiglia ebraica, era figlia del mercante salisburghese Leopold Dukas e di Hannchen Liebmann, nativa di Hechingen.
Frequentò una scuola per ragazze a Friburgo, ma fu costretta nel 1909 ad abbandonare gli studi ed accudire la famiglia a causa della prematura morte della madre. Nel 1919, morì anche suo padre e dovette trovare lavoro come maestra d'asilo. Nel maggio 1921, si trasferì a Monaco di Baviera dove continuò a lavorare come maestra. Nel gennaio 1923, si trasferì nuovamente a Berlino, dove trovò lavoro come segretaria in una casa editrice.
Nel 1928, venne assunta da Elsa Einstein (nativa di Hechingen come la madre della Dukas) come segretaria per suo marito Albert, condividendo da quel momento in poi la propria sorte con la loro: nell'ottobre 1933, emigrò insieme a loro negli Stati Uniti d'America e con loro si stabilì a Princeton, dove rimarrà per il resto della sua vita. Il 1º ottobre 1940 acquisì la cittadinanza statunitense (lo stesso giorno di Einstein). Dopo la morte di Elsa nel 1936, la Dukas assunse anche il ruolo di domestica fino alla morte del grande scienziato, avvenuta il 18 aprile 1955.
Fu una delle due persone scelte da Einstein (secondo quanto recita il suo testamento) come eredi di tutti i diritti letterari dei suoi manoscritti e delle sue pubblicazioni. Entrambi collaborarono alla stesura di The Collected Papers of Albert Einstein, la raccolta di tutti gli scritti del grande fisico. I documenti sui quali si sono basati nella ricerca sono stati successivamente donati alla Università Ebraica di Gerusalemme.
Assieme al dottor Banesh Hoffmann, è stata anche coautrice del libro Einstein: Creator and Rebel e co-curatrice di Albert Einstein: The Human Side.

## Opere
- H. Dukas, B. Hoffman, Einstein: Creator and Rebel, Viking Press, New York, 1972.
- H. Dukas, B. Hoffman (a cura di), Albert Einstein: The Human Side: New glimpses from his archives, Princeton University Press, Princeton, 1979.